# Wólka Baranowska
Wólka Baranowska – kolonia w Polsce, w województwie warmińsko-mazurskim, w powiecie mrągowskim, w gminie Mrągowo. W latach 1975–1998 miejscowość administracyjnie należała do województwa olsztyńskiego.
Do 2023 miejscowość była przysiółkiem wsi Wierzbowo.

## Historia
Osada powstała w 1837 r., kiedy to koło Probarka (od strony południowo-zachodniej) Rogala-Bieberstein (właściciel Baranowa nabył grunty o powierzchni  319,06 ha i założył folwark. Od dnia 22 marca 1838 r. folwark nosił oficjalną nazwę Bieberstein (w tym czasie Rogala-Bieberstein był  deputowanym do izby niższej parlamentu pruskiego).  W 1870 r. w folwarku mieszkało 5 osób. W 1907 r. należał do niejakiego Kramera.  W 1928 r. w osadzie mieszkało  47 ludzi. Od 30 sierpnia 1928 r. włączono go do granic administracyjnych Wierzbowa.
Po 1945 r. folwark nazwano Wólka Baranowską.